# Nils Kettilsson (Vasa)
Nils Kettilsson (Vasa), död tidigast 1378, var väpnare, svenskt riksråd och fogde på slottet Tre Kronor, häradshövding i Frötuna skeppslag i Roslagen. Gift senast 1369 med Christina Jonsdotter (Rickebyätten).

## Biografi
Nils Kettilsson föddes vid okänd tidpunkt, plats och land, och nämns första gången i källorna 1355, då han redan var vuxen och fogde på slottet Tre Kronor i Stockholm. Han var häradshövding i Frötuna skeppslag och ägde åtskilliga gårdar i Roslagen, däribland Björnö i nämnda skeppslag, och stamgården Vasa i Skeppstuna, vilka ärvdes av sonen Krister Nilsson (Vasa).
Nils Kettilsson nämns som ärlig man i ett dokument skrivet i Björnö den 28 juli 1365 när:
Elin Ingemundsdotter i Björnö, Nils i Björnö och hans hustru Kristina samt hans broder Jakob bortbyter till ärlig man Nils Kettilsson 6 öresland, 1 örtugland i Björnö och 2 örtugland i Östhamra i Frötuna socken, 5 ½ örtugland i Göringe (?i Estuna socken), ½ örtugland i Väsby i ”Askarna häradh” (nu i Frötuna socken), 8 örtugland 3 penningland i Odenslund och i Vätinge (vid Åby), 1 öresland i Igelsta och 2 öresland i Strödja i Söderby socken mot 11 öresland 2 örtugland i Ytternäs (nu Nedernäs) och 4 öresland i Övernäs i (Roslags-)Bro socken. .
Han var nära lierad med drotsen Bo Jonsson (Grip) och Karl Ulfsson (Sparre av Tofta) och i likhet med dem anhängare av konung Albrekt av Mecklenburg i kampen mot Folkungarna. 1371 och 1376 nämns han som kung Albrekts rådgivare i Sverige.
Genom sin börd tillhörde Nils Kettilsson utan tvivel lågadeln, men hans hustru Kristina Jonsdotter, som var dotter till riddaren Jon Nilsson, tillhörde den högadliga Rickebyätten, varför giftermålet torde ha banat väg för Nils Kettilssons och Vasaättens sociala upphöjelse. I sitt äktenskap hade han utom sonen Krister Nilsson (Vasa) och döttrarna Ramborg Nilsdotter (Vasa), som redan 1376 var gift med lagmannen och riddaren Tord (Röriksson) Bonde och härigenom blev farmoder till konung Karl Knutsson, och Ingeborg Nilsdotter (Vasa) som 1376 inträdde i Sankta Klara kloster i Stockholm.

## Barn
1. Krister Nilsson (Vasa) (†1442)
2. Ramborg Nilsdotter (Vasa) (farmor till Karl Knutsson (Bonde)
3. Ingeborg Nilsdotter (Vasa), ingavs som nunna i Sankta Klara kloster 1376 och är möjligen identisk med den 1408 nämnda abbedissan Ingeborg i samma kloster.